# 阿赫拉特
阿赫拉特（鄂圖曼土耳其語：‎）是土耳其的城鎮，由比特利斯省負責管轄，位於該國東部凡湖西岸，面積989平方公里，海拔高度1,650米，每年平均降雨量590毫米，2008年人口19,551。